# Gongmin de Goryeo
El rey Gongmin (23 de mayo de 1330 - 27 de octubre de 1374) gobernó la Corea de la dinastía Goryeo desde 1351 hasta 1374. Fue el segundo hijo del rey Chungsuk. Además de los múltiples nombres por los que se le conoce en Corea, también es conocido por su nombre en mongol Bayan Temür (伯顔帖木兒).

## Biografía

### Primeros años
Goryeo había sido un estado vasallo semiautónomo bajo el mandato de la dinastía Yuan mongola desde las invasiones de los mongoles a Corea en el siglo XIII. Comenzando con el rey Chungnyeol, los futuros gobernantes de Corea se casaron con princesas de Mongolia y fueron enviados habitualmente a la Corte de los Yuan, en la práctica, como rehenes. Según esta costumbre, el rey Gongmin pasó muchos años en la corte de los Yuan, siendo enviado allí en 1341, antes de ascender al trono de Corea. Se casó con una princesa de Mongolia que se convirtió en la reina Noguk. La dinastía Yuan comenzó a desmoronarse durante la segunda mitad del siglo XIV, y fue finalmente conquistada y sustituida en el gobierno por la dinastía Ming en 1368.

### Reinado
Con la desintegración de los Yuan, que había influido en la península de Corea desde la invasión mongola de Corea de 1238, Gongmin comenzó los esfuerzos para reformar el gobierno de Goryeo. Su primer acto fue para eliminar a todos los aristócratas pro-mongoles y oficiales militares de sus posiciones. Estas personas depuestas formaron una facción disidente que trazó un fallido golpe de Estado contra el rey. Un alto funcionario de Jo Il-shin incluso trató de apoderarse del gobierno, pero esta rebelión fue sofocada por el general Choi Young.
Durante las invasiones mongolas de Corea, entre los años 1250 y la década de 1270, los mongoles habían anexado las provincias del norte de Corea y las incorporó a su imperio como las prefecturas de Ssangseong (hanga: 쌍성 총 관부, en mongol: 雙城摠管府) y Dongnyeong (hanga: 동녕부, en mongol: 東寧府). En 1356, el ejército de Goryeo retomó estas provincias en parte gracias a la deserción de Yi Ja-chun, un funcionario menor de Corea al servicio de los mongoles en Ssangseong, y su hijo, Yi Seong-gye. Además, los generales Yi Seong-gye y Ji Yongsu encabezaron una campaña en Liaoyang.
Otro tema fue la cuestión de la tenencia de la tierra. El sistema de concesión de tierras tradicional se había roto, y los funcionarios pro-mongoles eran favorecidos; junto con un puñado de terratenientes, mantenían la propiedad de la gran mayoría de las tierras agrícolas, que eran trabajadas por agricultores arrendatarios y fiadores. Sin embargo, el intento del rey Gongmin en la reforma agraria se encontró con la oposición y el subterfugio de los funcionarios que se suponía iban a aplicar sus reformas, ya que eran los propios propietarios de las tierras.
El Wakō era también un problema encontrado durante el reinado de Gongmin. El wakō había sido un tema preocupante en la península desde hacía algún tiempo y se habían convertido en bandas de merodeadores guerrilleros muy bien organizados que asaltaban el país y se adentraban bastante en el territorio antes de acabar el saqueo, diferenciándose de los primeros tiempos en los que golpeaban la costa y huían. Los generales Choi Young y Yi Seong-gye fueron llamados por Gongmin para combatirlos.
Además, Gongmin luchó contra las tropas de los turbantes rojos, que invadieron Goryeo dos veces durante su reinado (en 1359 y de nuevo en 1361). En 1361, las tropas de los turbantes rojos ocuparon Kaesong por un corto período de tiempo. Después Kaesong fue recapturado por los generales Choe Yeong, Yi Seong-gye, Jeong Seun, Yi Bang-sil, pocas tropas de los turbantes rojos lograron escapar con vida tras el fin de la segunda invasión.
Durante el reinado de Gongmin, un diplomático de Goryeo, Mun Ik-jeom, estacionado en China logró contrabandear semillas de algodón a Goryeo, lo que supuso la introducción de este producto en la península de Corea por primera vez.
Aunque la relación entre la reina Noguk y el rey era muy buena y cercana, no pudieron concebir un heredero durante muchos años. A pesar de las sugerencias de tomar una segunda esposa, el rey Gongmin ignoró estas peticiones. La reina Noguk quedó finalmente embarazada, pero murió debido a complicaciones durante el parto en 1365. Su muerte llevó a la depresión de Gongmin y a la inestabilidad mental. El rey Gongmin se volvió indiferente a la política y confió grandes cantidades de trabajo sobre el estado a Pyeonjo, un monje budista que nació como el hijo de una princesa y un esclavo. Juzgándolo tan inteligente, Gongmin rebautizó a Pyeonjo como Shin Don. Al tener la plena confianza del rey Gongmin, Shin Don trató de reformar la sociedad de Goryeo.
En 1365, Gongmin dio Pyeonjo el apodo de "Cheonghan Geosa", y el título nobiliario de Jinpyeonghu (Marqués de Chinpyŏng). Pero después de seis años, Shin Don perdió su posición y el rey Gongmin lo ejecutaría en 1371.
La arcaica burocracia formada por los antiguos aristócratas nunca perdonó al rey Gongmin por sus intentos de reforma. Interpretaron los esfuerzos de la política de Gongmin sobre la ruptura de los lazos con los Yuan supervivientes y el establecimiento de relaciones con la China de los Ming como una amenaza directa al estado de Goryeo, y así lo publicitaban temiendo que si Gongmin mantenía un amplio apoyó emprendiese aún más reformas. Se hicieron fuertes en Kaesong desde donde lucharon para proteger su posición con la esperanza puesta en renovar los lazos con los mongoles que les habían ayudado a ganar y mantener su riqueza en tiempos pasados.  

### Muerte
En 1374, fue asesinado por Choe Man-Saeng (최만생) y otros. Uno de los cortesanos jóvenes, Hong Ryun (홍륜) tenía relaciones con una de las concubinas de Gongmin, lo que llevó a la ira del soberano. Así que antes de que Gongmin lo matase, Hong Ryun y Choe Man-Saeng mataron a Gongmin mientras este dormía.
Después de su muerte, un alto funcionario, Yi In-im, asumió el mando del gobierno y entronizó a los once años de edad al rey U.
Aunque no recibió un nombre de templo propio del rey, porque la situación política de la época después de su muerte no lo reconoció como tal, se proclamó rey como parte de las reformas que emprendió con el fin de restablecer la posición de Goryeo como nación independiente.

### Faceta artística
El rey Gongmin era muy conocido por sus habilidades artísticas, y se le conoce como uno de los mejores artistas de la época Goryeo. También fue conocido por sus obras de caligrafía.
Ejemplos conservados de sus obras son:
- «La pintura de una caza en las montañas del Cielo» "hanja: 天山大獵圖 (en hangul, 천산 대렵 도; romanización revisada, Cheonsan Daeryeop Do)"
- «Pintura de dos ovejas» "hanja: 二羊圖 (en hangul, 이양 도; romanización revisada, I Yang Do)"
- «Retrato de la princesa Noguk» "hanja: 魯國大長公主真 (en hangul, 노국 대장 공주 진; romanización revisada, Noguk Daejang Gongju Jin)"
- «Retrato de Yeom Je-shin» "hanja: 廉悌臣象 (en hangul, 염제 신상; romanización revisada, Yeom Je-shin Sang)", de 1370.
- «Retrato de Sohn Hong-ryang» "hanja: 孫洪亮象 (en hangul, 손홍 량상; romanización revisada, Sohn Hong-ryang Sang)"
- «Retrato de Śākyamuni dejando la montaña» "hanja: 釋迦出山像 (en hangul, 석가 출산 상; romanización revisada, Seokga Chulsan Sang)"
- «Paisaje del Palacio Epang» "hanja: 阿房宮圖 (en hangul, 아방궁 도; romanización revisada, Ahbanggung Do)"
- «Paisaje de Hyeonreung» "hanja: 玄陵山水圖 (en hangul, 현릉 산수도; romanización revisada, Hyeonreung Sansu Do)"
- «Retrato de Bodhidharma cruzando un río por una rama rota» "hanja: 達磨折蘆渡江圖 (en hangul, 달마 절로 도 강도; romanización revisada, Dalma Jeollo Dogang Do)"
- Dongjabohyeon Yugabaeksang Do "hanja: 童子普賢六牙白象圖 (en hangul, 동자 보현 육아 백상 도)"

## Familia
- Padre: Rey Chungsuk (충숙왕)
- Madre: Reina Gongwon del clan Namyang Hong (공원 왕후 홍씨, 18 de julio de 1298 - enero 1380)
- Consortes y sus respectivos descendientes:

1. Borjigin Budashiri, la Princesa Noguk, póstumamente conocida como Reina Indeok (hanja: 孛兒只斤寶塔實里, hangul: 노국대장 공주 인덕 왕후, ? - 16 de febrero de 1365). No tuvo descendencia, murió en el parto.
2. Hye-Bi del clan Gyeongju Lee (hangul: 혜비 이씨, ? - 3 de febrero de 1408). No tuvo descendencia.
3. Yik del clan Han (hangul: 익비 한씨, fechas desconocidas).
  1. Hong (hangul: 홍씨, ? - 1376). Hija de Hong Ryun (hangul: 홍륜), uno de los guardaespaldas pederastas de Gongmin.
4. Shin del clan Seoheung Yeom (hangul: 신비 염씨, fechas desconocidas). No tuvo descendencia.
5. Jeong del clan Jukju Ahn (hangul: 정비 안씨, ? - 1428). No tuvo descendencia.
6. Doncella de Palacio del clan Han (hangul: 궁인 한씨, fechas desconocidas) - No tuvo descendencia.
7. Han Ban Ya (hangul: 반야, ? - marzo de 1376).
  1. Monino (hangul: 모니노/무니노)